# Glesch
Glesch is een plaats in de Duitse gemeente Bergheim, deelstaat Noordrijn-Westfalen, en telt 2.010 inwoners (31 maart 2021). Het dorp ligt in het Rijnlands bruinkoolgebied, circa 3½ kilometer ten noordwesten van Bergheim-stad.
Glesch heeft een klein station aan de Erftbahn Station Horrem - Station Bergheim - Neuss Hauptbahnhof.
Het toen reeds eeuwenoude Frankische plaatsje Glesch wordt in 973 voor het eerst in een document van bisschop Gero van Keulen vermeld. Glesch behoort tot de 15 dorpen nabij het legendarische, middeleeuwse Bürgewald (zie: Arnoldsweiler), die van de middeleeuwen tot in de 19e eeuw tot een jaarlijkse betaling in natura (bijenwas voor kaarsen) aan de Rooms-Katholieke Kerk verplicht waren.

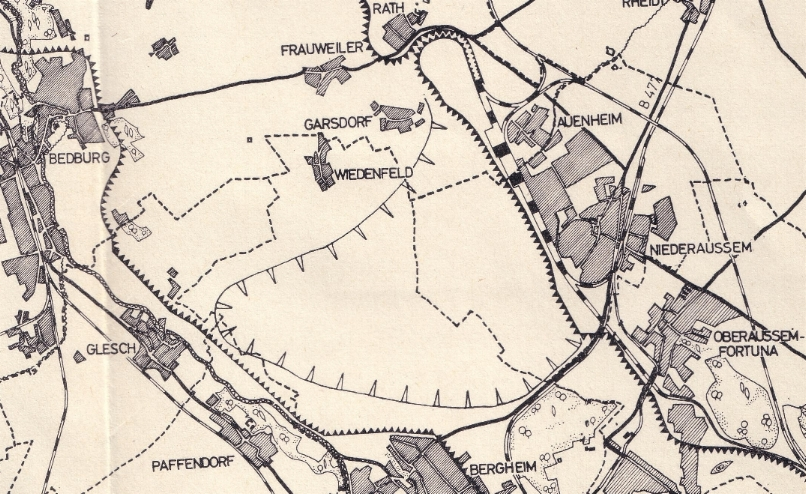
Situering bruinkoolmijn Fortuna-Garsdorf
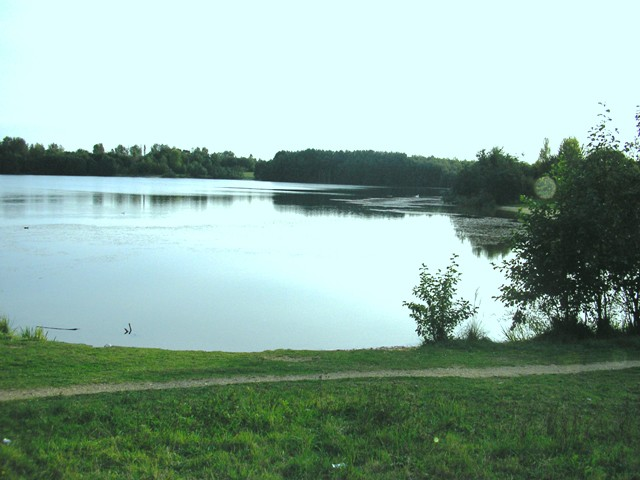
Recreatieplas Peringsmaar op het terrein van de voormalige bruinkoolgroeve

Van 1953 tot 1993 werd direct ten oosten van het dorp in de groeve Fortuna-Garsdorf op grote schaal bruinkool gedolven. De groeve is daarna dichtgestort. Er werden daar vervolgens landbouwpercelen en recreatieterreinen aangelegd, waaronder de, naar de voormalige herenboerderij Peringshof genoemde, recreatieplas Peringsmaar of Peringssee.
Het cultuurhistorisch belangrijkste gebouw van Glesch is de rooms-katholieke Cosmas-en-Damianuskerk uit 1493, die in 1887 ingrijpend werd verbouwd en uitgebreid.